# Bulharská komunistická strana
Bulharská komunistická strana (Българска комунистическа партия) byla marxisticko-leninská komunistická strana v Bulharsku. Byla vládnoucí stranou Bulharské lidové republiky od roku 1946 do roku 1989, kdy skončil bulharský komunistický režim. Bulharská komunistická strana ovládla koalici Vlastenecké fronty, která se ujala moci v roce 1944 po puč proti bulharské monarchii za přítomnosti Rudé armády v zemi. Po skončení komunistického režimu byla strana v roce 1990 přejmenována na Bulharskou socialistickou stranu.
Počátky této komunistické strany byly ve frakci Bulharské sociálně demokratické dělnické straně zvané „Úzcí socialisté“, která se odštěpila v roce 1903 po rozkolu na 10. sjezdu bulharské sociální demokracie.
Zakládajícím vůdcem strany byl Dimitr Blagoev, který byl i hnací silou vzniku bulharské sociální demokracie v roce 1894. Strana zahrnovala většinu tvrdých marxistů v Sociálně demokratické dělnické straně, postavila se proti první světové válce a byla nakloněna říjnové revoluci v Rusku. Pod Blagoevovým vedením strana požádala o vstup do Komunistické internacionály po jejím založení v roce 1919. Po vstupu do Kominterny byla strana reorganizována na Komunistickou stranu Bulharska.
Georgi Dimitrov byl členem ústředního výboru strany od jeho založení v roce 1919 až do své smrti v roce 1949, od roku 1946 také byl bulharským vůdcem. V roce 1938 se strana spojila s Bulharskou dělnickou stranou a přijala jméno této strany. V roce 1948 se strana znovu spojila se sociálními demokraty a přijala jméno Bulharská komunistická strana.
Po Dimitrovově náhlé smrti stranu vedl stalinista Valko Červenkov, který se souhlasem Moskvy provedl na řadu stranických čistek. Strana vstoupila do Kominformy po jejím vzniku v roce 1948 a po vyloučení Komunistické strany Jugoslávie z aliance provedla čistku údajných „titoistů“. V březnu 1954, rok po smrti Josefa Stalina, byl Červenkov sesazen.
Od roku 1954 do roku 1989 stranu vedl Todor Živkov, který velmi podporoval Sovětský svaz a zůstal blízký jeho vedení i poté, co byl Nikita Chruščov sesazen Leonidem Brežněvem. Živkovova vláda vedla k relativní politické stabilitě a zvýšení životní úrovně. V revolučním roce 1989 Živkov rezignoval. Jeho nástupcem se stal podstatně liberálnější komunista Petar Mladenov. 11. prosince 1989 Mladenov oznámil, že strana se vzdává monopolu moci, což byl prakticky konec komunistické vlády v Bulharsku.
Strana se vydala umírněnějším směrem. Na jaře roku 1990 odmítla marxismus-leninismus a v dubnu změnila název na Bulharská socialistická strana (BSP). Řada nekompromisních komunistů z jejích řad vystoupila a založila různé pravověrně komunistické strany, ovšem vždy jen s malým počtem členů.